# Quintillus
Marcus Aurelius Claudius Quintillus (kolem 220 – říjen / listopad 270) byl římský císař vládnoucí od září do října či listopadu roku 270. Byl mladším bratrem císaře Claudia Gothika, který v září 270 zemřel v Sirmiu na mor.

## Původ a kariéra
Quintillovi rodiče jsou stejně jako u Claudia Gothika blíže neznámí, jistý je jen císařův ilyrský původ. Podle nepříliš důvěryhodného zdroje byl Quintillus ženatý a měl dvě děti. Existenci bratra Crispa moderní bádání zpochybňuje.
Kariéra budoucího panovníka je velmi špatně zdokumentována, předpokládá se pouze, že byl v roce 268 prokurátorem Sardinie a že na samém sklonku Claudiovy vlády velel vojenské posádce v Itálii.

## Vláda
Císařem se Quintillus stal ihned po smrti bratra Claudia, a přestože ho obratem uznal senát a s ním i většina říše, po zprávě, že legie na Balkáně zvolily panovníkem energického Aureliana, se jeho postavení stalo beznadějným. Není jasné, zda spáchal sebevraždu, nebo ho zabili vlastní vojáci, každopádně v říjnu či listopadu 270 zahynul v Aquileji. Údaj, že panoval jen 17 dní, je jistě nesprávný, protože se zachovaly jeho mince z Malé Asie i z Egypta, tj. z poměrně vzdálených oblastí od centra impéria. Možná že 17 dní trvala jeho samostatná vláda před proklamací Aurelianovou, která proběhla také někdy v září, určitou dobu však museli oba císaři působit paralelně.
Většina starověkých historiků hodnotí Quintilla velmi pozitivně, až nekriticky. Podle Pavla Orosia to byl „muž vyznačující se jedinečnou umírněností“ a také Eutropius a Historia Augusta mají pro něj jen slova chvály, navzdory svému příznivému poměru k Aurelianovi.